# Grand Prix Německa 1964
Grand Prix Německa 1964 (oficiálně XXVI Grosser Preis von Deutschland) se jela na okruhu Nürburgring v Nürburgu v Německu dne 2. srpna 1964. Závod byl šestým v pořadí v sezóně 1964 šampionátu Formule 1.

## Závod
| Poř.   | No. | Jezdec                  | Konstruktér     | Počet kol | Čas/Odstoupení               | Pořadí na startu | Body |
| ------ | --- | ----------------------- | --------------- | --------- | ---------------------------- | ---------------- | ---- |
| 1      | 7   | John Surtees            | Ferrari         | 15        | 2:12:04.8                    | 1                | 9    |
| 2      | 3   | Graham Hill             | BRM             | 15        | + 1:15.6                     | 5                | 6    |
| 3      | 8   | Lorenzo Bandini         | Ferrari         | 15        | + 4:52.8                     | 4                | 4    |
| 4      | 19  | Jo Siffert              | Brabham-BRM     | 15        | + 5:23.1                     | 10               | 3    |
| 5      | 22  | Maurice Trintignant     | BRM             | 14        | Baterie                      | 14               | 2    |
| 6      | 26  | Tony Maggs              | BRM             | 14        | + 1 kolo                     | 16               | 1    |
| 7      | 4   | Richie Ginther          | BRM             | 14        | + 1 kolo                     | 11               |      |
| 8      | 2   | Mike Spence             | Lotus-Climax    | 14        | + 1 kolo                     | 17               |      |
| 9      | 23  | Gerhard Mitter          | Lotus-Climax    | 14        | + 1 kolo                     | 19               |      |
| 10     | 5   | Dan Gurney              | Brabham-Climax  | 14        | + 1 kolo                     | 3                |      |
| 11     | 14  | Chris Amon              | Lotus-BRM       | 12        | Zavěšení                     | 9                |      |
| 12     | 6   | Jack Brabham            | Brabham-Climax  | 11        | Řazení                       | 6                |      |
| 13     | 20  | Ronnie Bucknum          | Honda           | 11        | Nehoda                       | 22               |      |
| 14     | 27  | Peter Revson            | Lotus-BRM       | 10        | Nehoda                       | 18               |      |
| Ret    | 1   | Jim Clark               | Lotus-Climax    | 7         | Motor                        | 2                |      |
| Ret    | 9   | Bruce McLaren           | Cooper-Climax   | 4         | Motor                        | 7                |      |
| Ret    | 16  | Bob Anderson            | Brabham-Climax  | 4         | Zavěšení                     | 15               |      |
| Ret    | 12  | Edgar Barth             | Cooper-Climax   | 3         | Spojka                       | 20               |      |
| Ret    | 18  | Giancarlo Baghetti      | BRM             | 2         | Klapka                       | 21               |      |
| Ret    | 10  | Phil Hill               | Cooper-Climax   | 1         | Motor                        | 8                |      |
| Ret    | 15  | Mike Hailwood           | Lotus-BRM       | 0         | Motor                        | 13               |      |
| Ret    | 11  | Jo Bonnier              | Brabham-BRM     | 0         | Zapalování                   | 12               |      |
| DNQ    | 29  | Carel Godin de Beaufort | Porsche         |           | Fatální nehoda v kvalifikaci |                  |      |
| DNQ    | 28  | André Pilette           | Scirocco-Climax |           |                              |                  |      |
| Zdroj: |     |                         |                 |           |                              |                  |      |

## Průběžné pořadí po závodě
Pohár jezdců
|        | Pořadí | Jezdec         | Body |
| ------ | ------ | -------------- | ---- |
| 1      | 1      | Graham Hill    | 32   |
| 1      | 2      | Jim Clark      | 30   |
| 4      | 3      | John Surtees   | 19   |
| 1      | 4      | Richie Ginther | 11   |
| 1      | 5      | Peter Arundell | 11   |
| Zdroj: |        |                |      |

Pohár konstruktérů
|        | Pořadí | Konstruktér    | Body |
| ------ | ------ | -------------- | ---- |
|        | 1      | Lotus-Climax   | 34   |
|        | 2      | BRM            | 33   |
| 1      | 3      | Ferrari        | 19   |
| 1      | 4      | Brabham-Climax | 17   |
|        | 5      | Cooper-Climax  | 10   |
| Zdroj: |        |                |      |